# Ave verum

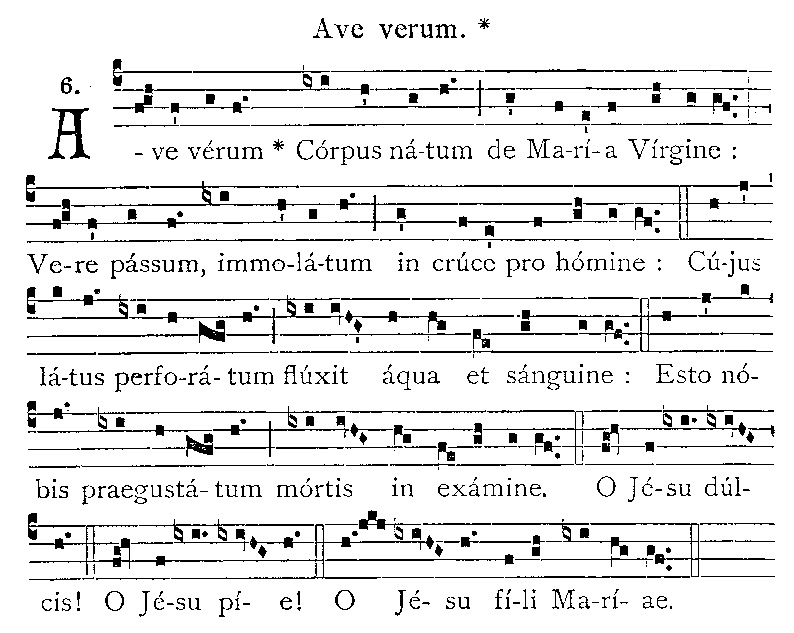
Gregorianische Fassung im Liber Usualis

Ave verum ist ein spätmittelalterliches Reimgebet in lateinischer Sprache, benannt nach seinem Incipit. Es entstand wahrscheinlich im 13. Jahrhundert; der Verfasser ist unbekannt.

## Liturgische Verortung
Der Text hat seinen Sitz im Leben in der Verehrung der Eucharistie in der heiligen Messe. Die Gläubigen grüßen den wahren Leib des Erlösers, der bei der Wandlung in den Gestalten von Brot und Wein als real gegenwärtig geglaubt wird, und verehren das Erlösungsleiden Christi. Das Gebet mündet in die Bitte um den Empfang der Kommunion in der Todesstunde als Vorgeschmack des Himmels.
Das Gebet gehörte nie zu den amtlichen Texten des Ordo missae, sondern hatte den Charakter eines Privatgebetes. Es wurde im Mittelalter von den Gläubigen still nach der Elevation der gewandelten Gaben gesprochen, während der Priester mit dem Canon Missae fortfuhr. Spätmittelalterliche Missalien empfahlen es – neben anderen Gebeten wie O salutaris hostia oder Anima Christi – auch als stilles Vorbereitungsgebet vor dem Empfang der Kommunion für die Gläubigen, aber auch für den Priester pro animi desiderio („zum Verlangen der Seele“) zusätzlich zu seinen amtlichen Gebeten.  Seit dem Ende des 15. Jahrhunderts bis in die Neuzeit wurde das Ave verum zur Elevation gesungen. Diese Praxis verbreitete sich von Frankreich aus und wurde durch die Zisterzienser gefördert.

## Text

### Liturgische Fassung
Ave verum Corpus natum

de Maria Virgine

Vere passum, immolatum

in cruce pro homine:

Cujus latus perforatum

fluxit aqua et sanguine:

Esto nobis praegustatum

mortis in examine.

O Jesu dulcis!

O Jesu pie!

O Jesu fili Mariae.

### Fassung bei Mozart
Ave, ave, verum corpus,

natum de Maria virgine,

vere passum immolatum

in cruce pro homine,

cuius latus perforatum

unda fluxit et sanguine

esto nobis praegustatum

in mortis examine,

in mortis examine!

### Übersetzung
Sei gegrüßt, wahrer Leib,

geboren von Maria, der Jungfrau,

der wahrhaft litt und geopfert wurde

am Kreuz für den Menschen;

dessen durchbohrte Seite

von Wasser floss und Blut:

Sei uns Vorgeschmack

in der Prüfung des Todes!

### Übertragungen

#### Rhythmisch
Gruß dem wahren Leib, geboren

aus Maria, reinem Weib.

Echt gefoltert, hingeopfert

am Kreuze für des Menschen Heil.

Mit der Lanze aufgestochen,

Wasser floss heraus und Blut.

Sollen wir gekostet haben,

wenn der Tod uns prüfen wird.
anonym

#### Gereimt
Wahrer Leib, sei uns gegrüßet,

den Maria uns gebar;

der am Kreuz für uns gebüßet,

das Versöhnungsopfer war!

Blut und Wasser aus dir fließen,

da dein Herz durchstochen war.

Gib uns, dass wir dich genießen

in der letzten Todsgefahr!

O gütiger Jesu,

o milder Jesu,

o Jesu, du Sohn Gottes und der Jungfrau Maria.
(nach Heinrich Bone)

#### Adaptiert
Der folgende Text kann, leicht angepasst, auf Mozarts Vertonung gesungen werden.
Gruß dir, Leib des Herrn, geboren

aus Marias reinem Schoß!

Heimzuführen, was verloren,

trugst du Kreuz und Todeslos.

Von der speerdurchbohrten Seite

flossen Blut und Wasser rot.

Sei uns Vorgeschmack im Streite,

Himmelskraft in Sterbensnot!
Peter Gerloff

#### Mittelalterliche Übertragungen in die Volkssprache
Neben den obigen Übertragungen wurde das Reimgebet schon im Mittelalter in die Volkssprache übersetzt. Eine Übersicht dieser Textzugriffe bietet der Handschriftencensus.

## Textgeschichte
Das lateinische Reimgebet wurde seit etwa 1300 in viele Sammlungen religiöser Texte und Lieder aufgenommen. Im Vergleich zeigen die Abschriften viele Abweichungen, teils aus Versehen, teils als absichtliche Ergänzung oder Neugestaltung.
Die älteste bekannte Aufzeichnung, aus dem 13. Jahrhundert, fand sich in einer Handschrift der Martinus-Bibliothek in Mainz. Ein weiteres Textzeugnis aus Genua ist auf etwa 1294 zu datieren. Eine andere Abschrift nennt als Verfasser Innozenz IV., Papst 1243 bis 1254, geboren 1195 ebenfalls in Genua. Sujet, Vokabular, Handhabung des Versmaßes und lateinischer Stil schließen eine Attribution an St. Thomas von Aquin (1225–1274) immerhin nicht aus.
Soweit man das aus den vielen Varianten rekonstruieren kann, scheint das Gebet ursprünglich folgende Fassung gehabt zu haben:
Ave verum corpus natum

ex Maria virgine,

vere passum, immolatum

in cruce pro homine,

cuius latus perforatum

vero fluxit sanguine,

esto nobis praegustatum

mortis in examine.

o dulcis, o pie,

o fili Mariae,

in excelsis.
Es fällt auf, dass Formen der Vokabel verum ‚echt, wahr, wirklich‘ wiederholt verwendet werden, offenbar um zu bekunden, dass Leib nicht in einem übertragenen Sinne gemeint ist, sondern den real existierenden, aus Fleisch und Blut bestehenden Körper des Menschen Jesus bezeichnet. Gegen vero in v. 6 spricht allerdings die häufiger begegnende, evangeliumsnahe Lesart fluxit unda_et sanguine (Joh 19,34 : exivit sanguis et aqua; vgl. 1 Joh 5,6 : hic est qui venit per aquam et sanguinem Iesus Christus), hier durch die paläographische Maxime difficilior lectio potior unterstützt.
Zu fast zu einem Drittel der Wörter sind Varianten bekannt, auch Zusätze teils rhythmisch oder gereimt, teils in Prosa, auch eine zweite Strophe auf dasselbe Reimschema. Diesem Reimschema folgen übrigens auch die Sequenzen Ave panis angelorum und Ave virgo gloriosa.
Manche Aufzeichnungen lassen wissen, der gläubige Christ könne 40 Tage, 300 Tage oder 3 Jahre Ablass erwerben, wenn er das Gebet oder seine Anfangsworte bei der Elevation oder bei eigener Andacht vor dem Tabernakel spreche.

## Kompositionen
Nach den Quellen wurde der Text schon im Mittelalter viel gesungen, hatte also schon damals eine Melodie.
Viele Komponisten vertonten den Text, darunter Guillaume Du Fay, Josquin Desprez, Francisco de Peñalosa, Orlando di Lasso, William Byrd, Peter Philips, Richard Dering, Wolfgang Amadeus Mozart, Franz Liszt, Charles Gounod, Camille Saint-Saëns, Edward Elgar, Francis Poulenc, Colin Mawby, Alwin Michael Schronen, Karl Jenkins, Imant Raminsh und György Orbán.
Die heute bekannteste und am häufigsten aufgeführte Vertonung ist das Ave verum corpus (KV 618) von Wolfgang Amadeus Mozart. Seine Fassung gab der alten Sequenz weite Verbreitung auch außerhalb kirchlicher Anlässe. Der Text betrachtet entsprechend der christlichen Glaubenslehre die leibliche Gegenwart des Heilands in der Eucharistie. Die letzten Zeilen verweisen auf das Vorbild des sterbenden Erlösers für seine gläubigen Nachfolger. Den letzten Vers der Hymne mit dem dreifachen Anruf an Jesus hat Mozart aus unbekannten Gründen weggelassen. Oft wählen Hinterbliebene seine besinnliche, entspannende und zuletzt tröstliche Vertonung als musikalische Begleitung für Trauerfeiern.
Die Komposition war für das Fronleichnamsfest 1791 in Baden bei Wien bestimmt, wo Mozarts Frau Constanze sich im neunten Ehejahr auf ihre sechste Niederkunft vorbereitete. Sie wohnte bei Anton Stoll, dem Chorleiter des Badener Kirchenchors, der die Motette dafür als Geschenk annahm. Ein Jahr später komponierte auch Mozarts Schüler Franz Xaver Süßmayr ein Ave verum corpus für Anton Stoll.